# Gimena Gómez
Gimena Aylen Gomez Pujado, coneguda esportivament com a Gimena Gómez (San Juan de la Frontera, 15 de juliol de 2003) és una jugadora d'hoquei sobre patins argentina.

## Palmarès
Clubs
- 1 Copa Intercontinental d'hoquei sobre patins (2025)
- 1 Copa espanyola d'hoquei sobre patins (2025)
- 1 Supercopa espanyola d'hoquei sobre patins femenina (2024)

Selecció argentina
- 1 medalla d'or al Campionat del Món d'hoquei patins femení (2022)
- 1 medalla de bronze al Campionat del Món d'hoquei patins femení (2024)
- 1 medalla d'or al Campionat Sud-americà d'hoquei sobre patins femení (2022)